# Arvi Savolainen
Arvi Martin Savolainen (* 24. října 1998 Lahti) je finský reprezentant v řecko-římském zápasu, který soutěží v těžké váze do 97 kg. Je členem klubu Lahden Ahkera a trénuje ho Tapio Lattu.
V roce 2015 získal bronzovou medaili na mistrovství světa kadetů a stříbro na evropském šampionátu této věkové kategorie. V roce 2017 se stal juniorským mistrem Evropy a o rok později také juniorským mistrem světa. V roce 2019 vyhrál evropský i světový šampionát kategorie do 23 let.
Zúčastnil se Letních olympijských her 2020, kde obsadil páté místo. Po olympiádě se podrobil operaci na odstranění srdeční arytmie a pak utrpěl zranění zápěstí, kvůli němuž nemohl startovat na světovém šampionátu v Bělehradě.
Na mistrovství Evropy v zápasu řecko-římském 2022 získal stříbrnou medaili, když ve finále podlehl Kirilu Milovovi z Bulharska. Skončil druhý na turnaji Vehbi Emre & Hamit Kaplan v Turecku a třetí na Poland Open. Na kvalifikačním turnaji v Istanbulu si díky třem výhrám zajistil účast na Letních olympijských hrách 2024.